# ONE Friday Fights 22
ONE Friday Fights 22: Malykhin vs. Bhullar (también conocido como ONE Lumpinee 22) fue un evento de deportes de combate producido por ONE Championship llevado a cabo el 23 de junio de 2023, en el Lumpinee Boxing Stadium en Bangkok, Tailandia.

## Historia
Una pelea de unificación por el Campeonato Mundial de Peso Pesado de ONE entre el campeón Arjan Bhullar y el campeón interino Anatoly Malykhin (además de Campeón Mundial de Peso Semipesado de ONE) estaba originalmente programada para encabezar ONE Fight Night 12 el 15 de julio, pero la pelea fue trasladada a este evento por razones no reveladas. El par estaba previamente programado para enfrentarse en ONE 161 pero Bhullar se retiró luego de sufrir una lesión y someterse a una cirugía dos semanas antes. La segunda vez estaban programados para enfrentarse en ONE Fight Night 8 pero la pelea fue removida del evento por cambios en los compromisos de transmisión.
Una revancha por el Campeonato Interino de Peso Paja de ONE entre los ex-campeones Prajanchai P.K. Saenchai (además de dos veces campeón de Lumpinee y Rajadamnern Stadium) y Sam-A Gaiyanghadao (además de Campeón Mundial de Muay Thai de Peso Mosca de ONE y Kickboxing de Peso Paja de ONE) se llevó a cabo en el evento. Sam-A estaba programado para enfrentar a Kompetch Fairtex en el evento, pero la pelea fue cambiada. El par se enfrentó previamente en agosto de 2021, en ONE: Battleground, donde Prajanchai ganó el título por decisión mayoritaria.
Una pelea de muay thai de peso mosca entre el actual Campeón Mundial de Kickboxing de Peso Mosca de ONE Superlek Kiatmuu9 y Nabil Anane se llevó a cabo en el evento.

## Resultados
1. ↑  Por el Campeonato Interino de Muay Thai de Peso Paja de ONE.
2. ↑  Por el Campeonato Mundial Indiscutido de Peso Pesado de ONE.

## Bonificaciones
Los siguientes peleadores recibieron bonos.
- ($50.000) Actuación de la Noche: Anatoliy Malykhin, Superlek Kiatmuu9 y Prajanchai P.K.Saenchaimuaythaigym
- (฿700.000) Actuación de la Noche: Saeksan Or. Kwanmuang
- (฿350.000) Actuación de la Noche: Nico Carrillo, Kongthoranee Sor. Sommai, Akram Hamidi, Thongpoon P.K. Saenchai y Yangdam Sor Tor Hiewbangsaen